# Culture Valdivia
La culture Valdivia (IVe millénaire av. J.‑C. – 1500 av. J.-C.) est la plus ancienne des cultures de l'époque Formative en Équateur. Elle s'est développée dans les zones côtières de l'Équateur, dans les provinces du Guayas, d'El Oro et de Santa Elena.

## Histoire

### Fouilles et identification
En 1956, un chercheur de Guayaquil, Emilio Estrada Icaza (es), publie les premières informations sur la culture Valdivia à partir de pièces de céramique, en particulier des statuettes féminines dites « Vénus de Valdivia ». Après plusieurs années de fouilles et de travaux menés par Estrada en collaboration avec deux membres de la Smithsonian Institution, un rapport est publié en 1965, qui identifie les cultures Valdivia et Machalilla. Ces auteurs proposent comme date de début de cette séquence culturelle la date de 3200 av. J.-C., ce qui ferait de la culture Valdivia la plus ancienne culture américaine productrice de céramique.
À partir de 1975, des fouilles sont menées sur le site de Real Alto, dans la paroisse de Chanduy (es), située dans le canton de Santa Elena, dans la province du même nom. Les fouilles réalisées sur ce site montrent que la culture Valdivia ne tirait pas sa subsistance uniquement de la mer mais également de l'agriculture. 

### Interprétation
D'après les restes archéologiques trouvés sur le site de Real Alto, les habitations typiques étaient de forme ovale, avec des murs de terre et de roseaux, un sol de terre battue et des toits de palmes à deux pentes. Leurs dimensions étaient d'environ 8 mètres sur 12. Le village de Real Alto, le plus ancien village découvert en Équateur, se composait de telles habitations familiales sur un plan en rectangle ou en U, dégageant une place centrale dépourvue de restes archéologiques, et encadrée par deux monticules cérémoniels, l'un d'eux semblant destiné à des fêtes ou cérémonies, à en juger aux très abondants restes de céramique brisée volontairement qui s'y sont accumulés, et l'autre, appelé « monticule des sacrifices », où ont été retrouvés les squelettes d'une femme et de plusieurs hommes. Ces découvertes font également de Real Alto un centre cérémoniel et religieux.
Les restes archéologiques attestent que la culture Valdivia pratiquait la culture du cotonnier (Gossypium barbadense), des haricots, du balisier (canna edulis), du maté (lagenaria siceraria) et des calebasses comestibles. En revanche, bien que la présence du maïs ait été attestée dans la région dès la culture archaïque de Las Vegas (es), antérieure à la culture Valdivia, la culture du maïs ne semble avoir pris de l'importance qu'à l'extrême fin de la période Valdivia.
Le cacao était également domestiqué dès le IVe millénaire av. J.-C, comme en témoigne les traces de théobromine retrouvées dans des céramiques de la culture de Valdivia. Des traces d'ADN mélangées de plusieurs variétés de cacaoyer, originaires de plusieurs régions d'Amazonie, établissent qu'il s'agissait bien d"échanges et non d'un collecte locale ponctuelle.
Outre l'agriculture, la culture Valdivia pratiquait la pêche des poissons et des coquillages, la chasse et la cueillette. 
Du point de vue des productions techniques, les céramiques de la culture Valdivia sont relativement épaisses (de 5 à 7 mm), et inspirées par la forme naturelle des calebasses, sans rebords incurvés. L'une des caractéristiques les plus remarquables de la culture Valdivia est la présence des « Vénus de Valdivia », figurines propitiatoires féminines d'abord sculptées dans des pierres tendres, puis plus tard faites de céramique. Leur voûte crânienne aplatie a suggéré à certains chercheurs que ces statuettes ont pu servir à inhaler des drogues. Il existe également des preuves de la consommation de feuilles de coca (statuettes aux joues gonflées par la mastication, récipients contenant des substances alcalines nécessaires à la consommation de la coca…),.

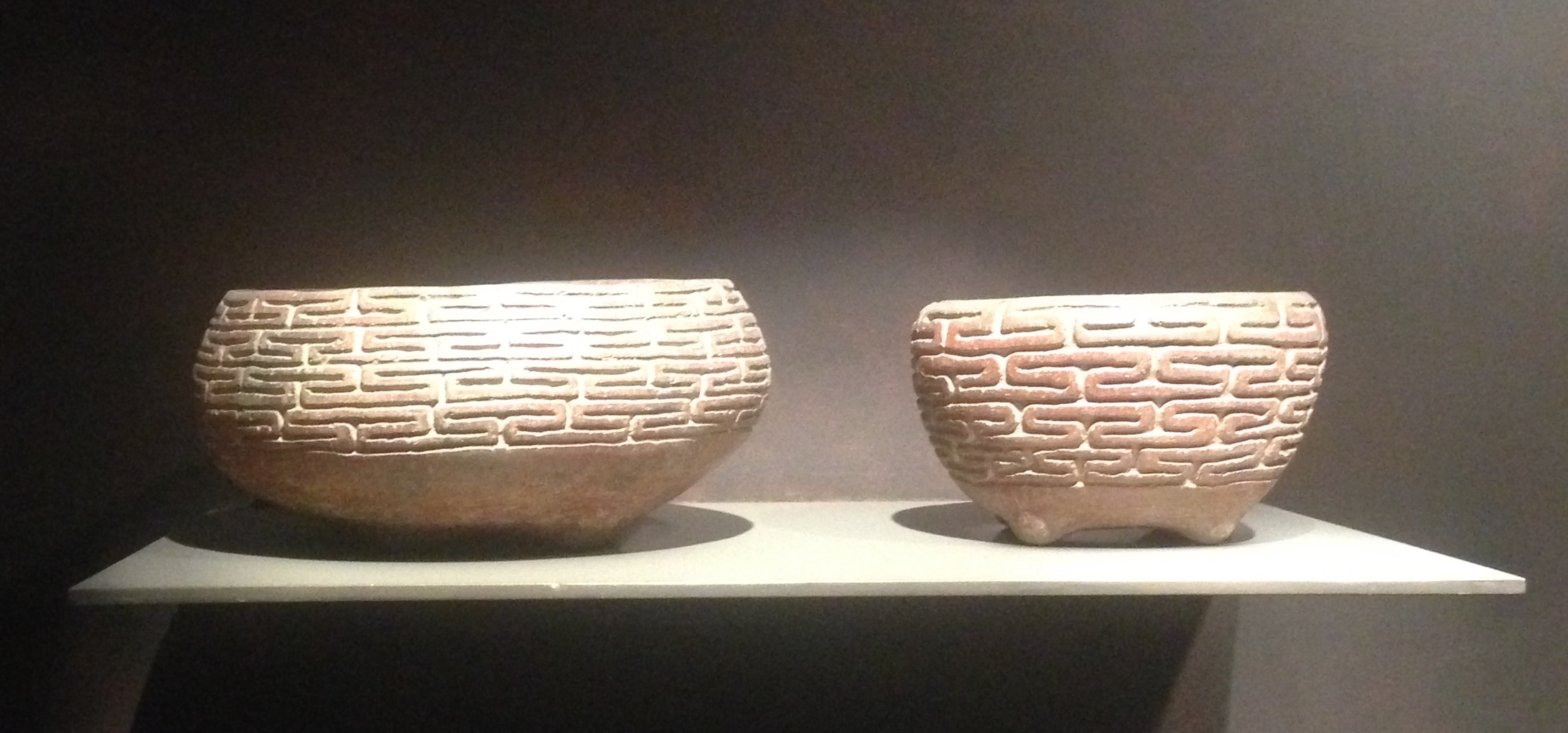
Deux récipients Valdivia avec décors en labyrinthe, Museo Casa de Alabado, Quito.
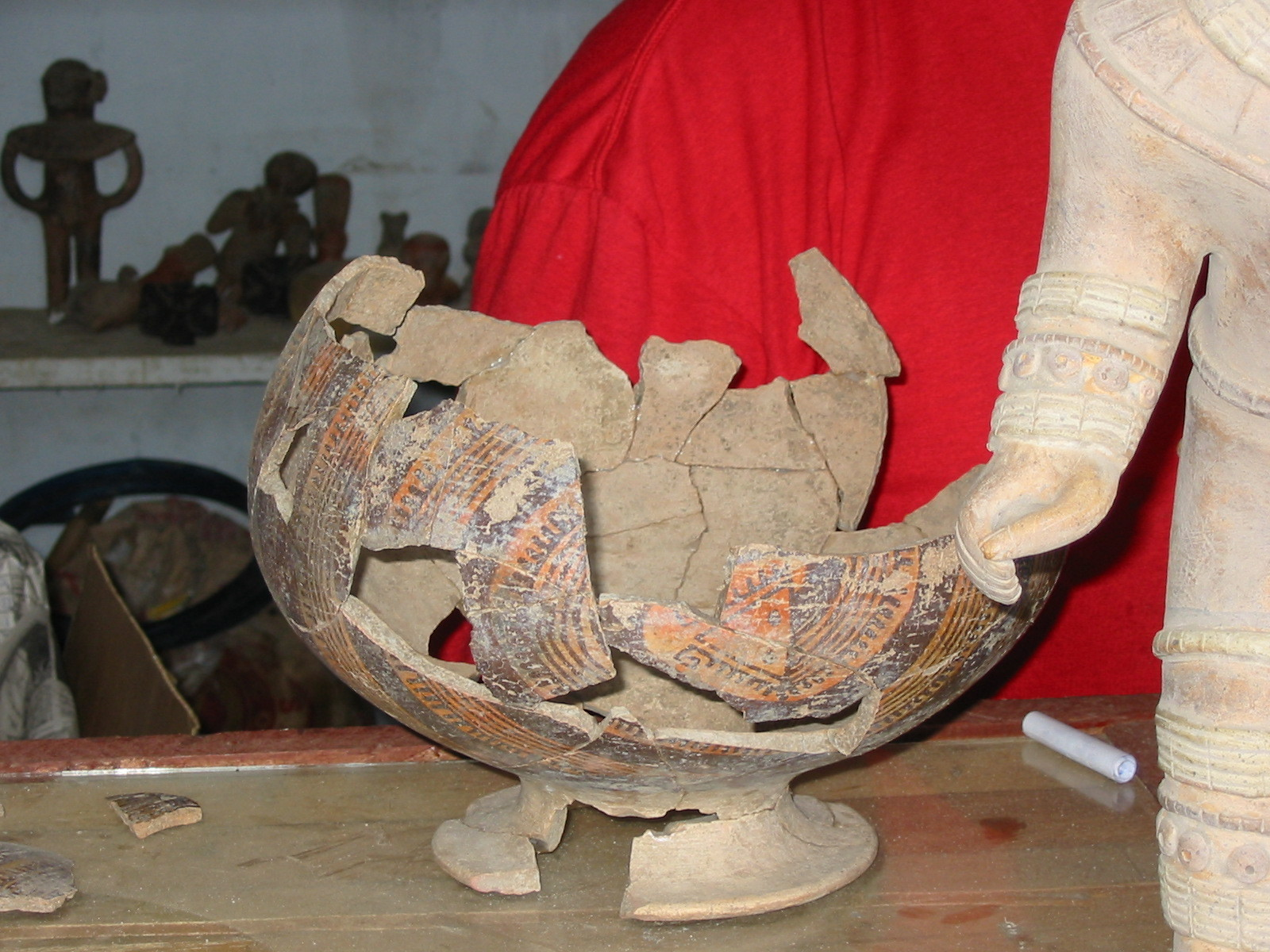
Vase Valdivia reconstitué.
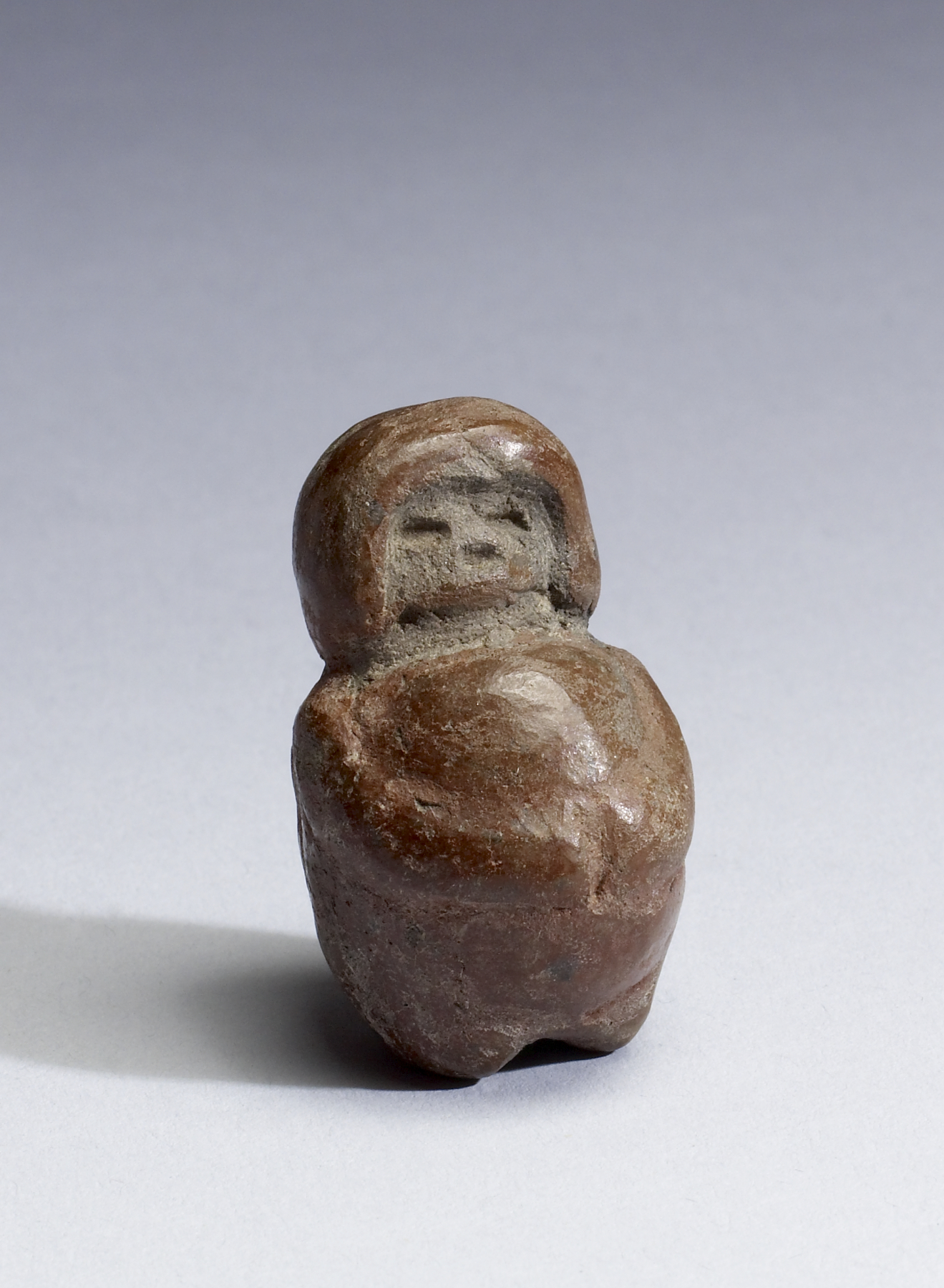
Une figurine Valdivia représentant une femme enceinte.
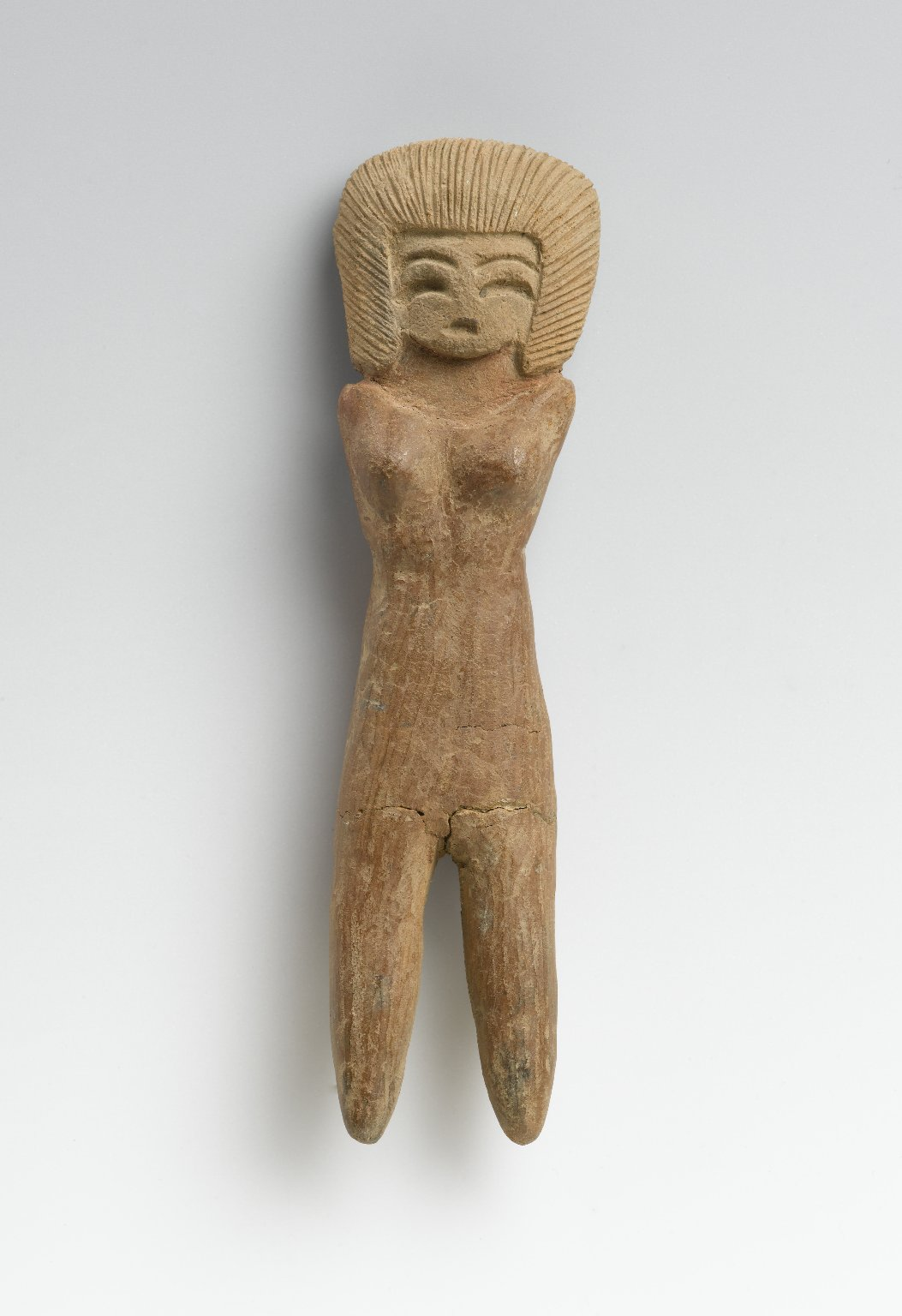
Une figurine Valdivia,  2600-1500 AEC. Terre cuite, H. 11 cm. Brooklyn Museum.
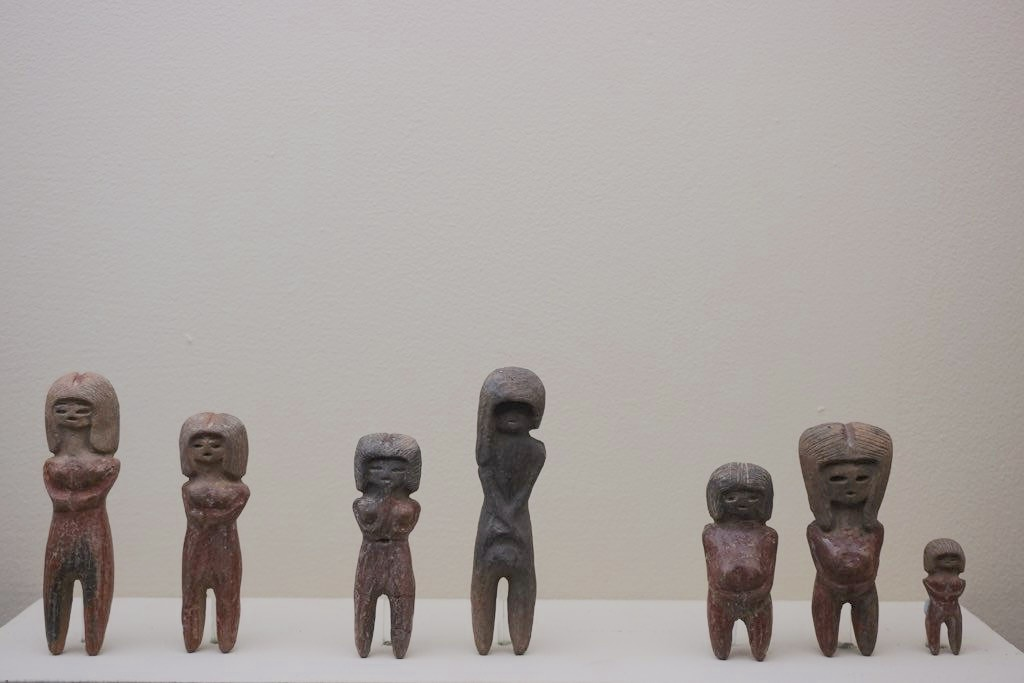
Quelques « Vénus de Valdivia » exposées à la Casa de Colón (Las Palmas de Grande Canarie).